# Кубок обладателей кубков ЕКВ среди женщин 1980/1981
9-й розыгрыш Кубка обладателей кубков ЕКВ среди женщин проходил с ноября 1980 по 15 февраля 1981 года с участием 17 клубных команд стран-членов Европейской конфедерации волейбола. Победителем во 2-й раз подряд стала венгерская команда «Вашаш-Иззо» (Будапешт).

## Команды-участницы
| Страна       | Команда                            |
| ------------ | ---------------------------------- |
| Англия       | «Хиллингдон» (Лондон)              |
| Бельгия      | «Дилбет-Иттербек» (Дилбек)         |
| Болгария     | ЦСКА «Септемврийско Знаме» (София) |
| Венгрия      | «Вашаш-Иззо» (Будапешт)            |
| Венгрия      | «Уйпешти Дожа» (Будапешт)          |
| ГДР          | «Динамо» (Берлин)                  |
| Израиль      | «Хапоэль-Нааман» (Афула)           |
| Испания      | «Торрелавега» (Торрелавега)        |
| Италия       | «Диана Докс» (Равенна)             |
| Нидерланды   | «Ван Хутен» (Херлен)               |
| СССР         | ТТУ (Ленинград)                    |
| Турция       | «Арчелик» (Стамбул)                |
| Франция      | «Кламар» (Кламар)                  |
| ФРГ          | «Шверте» (Шверте)                  |
| Чехословакия | «Славия» (Прага)                   |
| Швеция       | «Гётеборг» (Гётеборг)              |
| Югославия    | «Црвена Звезда» (Белград)          |

## Система проведения розыгрыша
В турнире принимают участие команды 16 стран-членов ЕКВ (16 представителей национальных чемпионатов или Кубков своих стран и венгерский «Вашаш» в качестве победителя предыдущего розыгрыша). Турнир состоит из трёх раундов плей-офф и финального этапа. В раундах плей-офф команды делятся на пары и проводят между собой по два матча с разъездами. Победителем пары выходит команда, одержавшая две победы. В случае равенства побед победителем становится команда, имеющая лучшее соотношение партий по сумме обоих матчей. В случае равенства и этого показателя в дальнейшую стадию плей-офф выходит команда, имеющая лучшее соотношение игровых очков (мячей) по сумме матчей.
В 1-м раунде плей-офф участвуют 4 команды. 2 победителя пар 1-го раунда выходят в 1/8 финала, где к ним присоединяются 13 команд, освобождённых от участия в стартовом раунде. 
8 команд-участниц четвертьфинала плей-офф определяют четырёх участников финального этапа.
Финальный этап состоит из однокругового турнира, по результатам которого определяется итоговая расстановка мест.

## 1-й раунд
ноябрь 1980
 «Арчелик» (Стамбул) —  «Дилбек-Иттербек» (Дилбек)
3:0.
3:2.
 «Хапоэль-Нааман» (Афула) —  «Црвена Звезда» (Белград)
1:3.
0:3.
«Арчелик» отказался от дальнейшего участия в турнире.
От участия в первом раунде освобождены:
| «Хиллингдон» (Лондон) ЦСКА «Септемврийско Знаме» (София) «Вашаш-Иззо» (Будапешт) «Уйпешти Дожа» (Будапешт) «Динамо» (Берлин) «Торрелавега» «Диана Докс» (Равенна) | «Ван Хутен» (Херлен) ТТУ (Ленинград) «Кламар» «Шверте» «Славия» (Прага) «Гётеборг» |

## 1/8 финала
декабрь 1980
 «Вашаш-Иззо» (Будапешт) —  «Славия» (Прага)
.. декабря. 3:1 (15:9, 15:12, 10:15, 15:4).
21 декабря. 3:0 (15:7, 15:5, 15:5).
 «Ван Хутен» (Херлен) —  «Торрелавега»
13 декабря. 3:0 (15:3, 15:3, 15:1).
20 декабря. 3:0 (15:4, 15:9, 15:10).
 «Хиллингдон» (Лондон) —  ТТУ (Ленинград)
.. декабря. 0:3.
.. декабря. 0:3.
 «Гётеборг» свободен от игр.
 ЦСКА «Септемврийско Знаме» (София) —  «Динамо» (Берлин)
13 декабря. 3:0 (15:6, 15:3, 15:4).
20 декабря. 3:2 (15:11, 15:17, 15:10, 11:15, 15:11).
 «Уйпешти Дожа» (Будапешт) —  «Кламар»
13 декабря. 3:0.
20 декабря. 3:2.
 «Диана Докс» (Равенна) —  «Црвена Звезда» (Белград)
.. декабря. ?:?
.. декабря. ?:?
 «Шверте» —  «Дилбек-Иттербек» (Дилбек)
.. декабря. 2:3.
20 декабря. 0:3.

## Четвертьфинал
январь 1981
 «Ван Хутен» (Херлен) —  «Вашаш-Иззо» (Будапешт)
10 января. 1:3 (5:15, 15:7, 7:15, 10:15).
17 января. 0:3 (3:15, 6:15, 7:15).
 ТТУ (Ленинград) —  «Гётеборг»
10 января. 3:0.
.. января. ?:?
 ЦСКА «Септемврийско Знаме» (София) —  «Уйпешти Дожа» (Будапешт)
10 января. ?:?.
.. января. ?:?
 «Диана Докс» (Равенна) —  «Дилбек-Иттербек» (Дилбек)
10 января. 3:1.
.. января. ?:?

## Финал четырёх
13—15 февраля 1981.  Руселаре.
Участники:
 ЦСКА «Септемврийско Знаме» (София)

 «Вашаш-Иззо» (Будапешт)

 «Диана Докс» (Равенна)

 ТТУ (Ленинград)

### Результаты
| М | Команда                            | 1   | 2   | 3   | 4   | И | В | П | С/П | О |
| - | ---------------------------------- | --- | --- | --- | --- | - | - | - | --- | - |
| 1 | «Вашаш-Иззо» (Будапешт)            |     | 3:2 | 3:0 | 3:1 | 3 | 3 | 0 | 9:3 | 6 |
| 2 | ТТУ (Ленинград)                    | 2:3 |     | 3:1 | 3:1 | 3 | 2 | 1 | 8:5 | 5 |
| 3 | ЦСКА «Септемврийско Знаме» (София) | 0:3 | 1:3 |     | 3:0 | 3 | 1 | 2 | 4:6 | 4 |
| 4 | «Диана Докс» (Равенна)             | 1:3 | 1:3 | 0:3 |     | 3 | 0 | 3 | 2:9 | 3 |

|        |                                       |     |         |       |        |        |       |
|        |                                       |     |         |       |        |        |       |
| 13.02. | ЦСКА Септемврийско Знаме — Диана Докс | 3:0 | (15:10, | 15:7, | 15:6)  |        |       |
| 13.02. | Вашаш-Иззо — ТТУ                      | 3:2 | (15:3,  | 9:15, | 15:12, | 12:15, | 15:7) |
| 14.02. | ТТУ — Диана Докс                      | 3:1 | (15:6,  | 15:5, | 8:15,  | 15:4)  |       |
| 14.02. | Вашаш-Иззо — ЦСКА Септемврийско Знаме | 3:0 | (15:11, | 15:8, | 15:10) |        |       |
| 15.02. | Вашаш-Иззо — Диана Докс               | 3:1 | (15:12, | 15:2, | 11:15, | 15:5)  |       |
| 15.02. | ТТУ — ЦСКА Септемврийско Знаме        | 3:1 | (15:13, | 15:8, | 7:15,  | 15:4)  |       |

### Итоги

#### Положение команд
| «Вашаш-Иззо» (Будапешт)            |
| ТТУ (Ленинград)                    |
| ЦСКА «Септемврийско Знаме» (София) |
| 4. «Диана Докс» (Равенна)          |